# 209

209(이백구)는 208보다 크고 210보다 작은 자연수다.

## 수학
- 합성수로, 그 약수는 1, 11, 19, 209다. 진약수의 합은 31이므로, 209는 부족수다.
  - 68번째 반소수다. 앞의 반소수는 206, 다음 반소수는 213이다.
- 세 자연수의 제곱합으로 나타내는 방법이 6가지인 가장 작은 수다.[a]
- {\displaystyle 56^{2}-1}은 209로 나누어떨어진다.

## 과학
- NGC 209: 고래자리 방향에 있는 렌즈형 은하.

## 교통

### 철도
- 서울 지하철 2호선 한양대역의 역번호.
- 부산 도시철도 2호선 광안역의 역번호.

### 도로
- 일본 209번 국도: 후쿠오카현 오무타시에서 구루메시까지 이어지는 일본의 국도.
- 현도 제209호선

## 문화유산
- 대한민국의 국보 제209호: 보협인석탑
- 대한민국의 보물 제209호: 대전 회덕 동춘당
- 대한민국의 사적 제209호: 남양주 사릉

## 방송
- 스카이라이프의 SBS 골프 2 채널 번호.
- B tv의 영국 음악 방송인 Stingray CMusic 채널 번호.
- U+ TV의 일본 공영 방송인 NHK 월드 프리미엄 채널 번호.
- LG헬로비전의 카투니토 채널 번호.
- KT HCN의 채널S 플러스 채널 번호.

## 기타
- 날짜: 2월 9일
- 연도: 209년, 기원전 209년